# 色雷斯人號驅逐艦
色雷斯人號驅逐艦（舷號D86）是一艘英國皇家海軍建造的驅逐艦，為S級驅逐艦的53號艦。她是英軍第2艘以色雷斯人（Thracian）為名的軍艦。

## 建造及服役
色雷斯人號在第一次世界大戰期間的1918年於紐卡素賀方·列斯利公司開始建造，但不久因一次大戰結束，海軍經費遭到削減，色雷斯人號的工期被延遲，要到1920年3月才告下水，之後轉到雪奈斯的皇家海軍船塢繼續後續工程，到1922年才加入皇家海軍服役，之後色雷斯人號被調到中國艦隊服役。

## 香港保衛戰
1939年9月1日，第二次世界大戰爆發。色雷斯人號在香港改裝為佈雷艦，並且開始在大嶼山至香港島的海峽和水道佈放水雷，防止敵軍循海路入侵香港。色雷斯人號完成皇家海軍的佈雷計劃後，便繼續在香港近海巡邏。1941年12月8日，太平洋戰爭爆發，日軍入侵香港，色雷斯人號是唯一未有被調往新加坡加入東洋艦隊的驅逐艦，她繼續留在香港協助駐港英軍抵抗日軍侵略。自12月8日開戰後，色雷斯人號在往後的日間便不斷受到日軍飛機的攻擊，但她都能成功避開，而當入夜後，色雷斯人號便會到香港南部的近海巡邏，預防日軍從香港南面水域滲透和突襲，日軍於12月10日登陸南丫島時亦曾經受到該艦的攻擊。
12月13日清晨，色雷斯人號奉命支援英軍從九龍退守香港島的行動，她在鯉魚門三家村碼頭將最後一批拉吉普營士兵接到香港島，之後前往香港仔基地候命。日軍在13日上午佔領九龍後便立即準備登陸香港島的作戰，皇家海軍則籌劃突擊行動干擾日軍的登陸部署。因為守軍已在進出維多利亞港的水道佈設水雷陣，所以色雷斯人號要開入維多利亞港支援守軍也充滿危險，但色雷斯人號仍於14日晚上冒險夜航，帶領魚雷艇隊進入維多利亞港發動突擊，攻擊在海港內被日軍控制的船隻。色雷斯人號在夜航期間於南丫島對開的近岸處觸礁入水，但她仍然開入維多利亞港攻擊日軍，之後才開往香港仔檢查受損的情況。因為位於香港島金鐘的海軍船塢自13日九龍半島淪陷後，便遭到日軍隔海炮轟，該處的船塢已不能使用，皇家海軍只能使用規模較小的香港仔基地維持運作。12月16日下午1時，日本海軍出動一式陸上攻擊機及九六式陸上攻擊機組成的轟炸機編隊大規模空襲位於香港仔的皇家海軍基地。雖然色雷斯人號沒有被炸彈擊中，但香港仔基地的船塢受到重創，船閘及抽水機均嚴重受損，色雷斯人號因而無法進入船塢維修艦體的損傷，皇家海軍惟有將該艦放棄，英軍於12月17日將色雷斯人號開往舂坎角附近的銀洲故意擱淺，水兵全數上岸協助陸戰，但他們在隨後的戰事遇到嚴重傷亡，也有不少成員死於環境惡劣的日軍戰俘營。色雷斯人號被英軍放棄及擱淺在銀洲後的隨後數天，日軍飛機仍然攻擊這艘已無人操作的驅逐艦。

## 日軍重用及解體

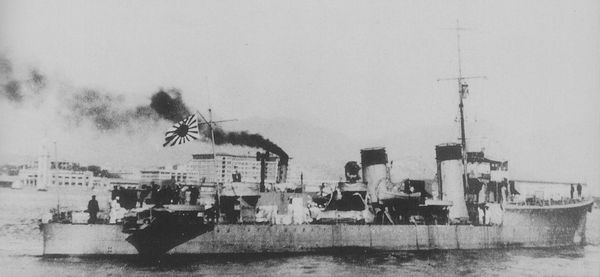
1942年經過維修的色雷斯人號成為日本海軍101號巡邏艦

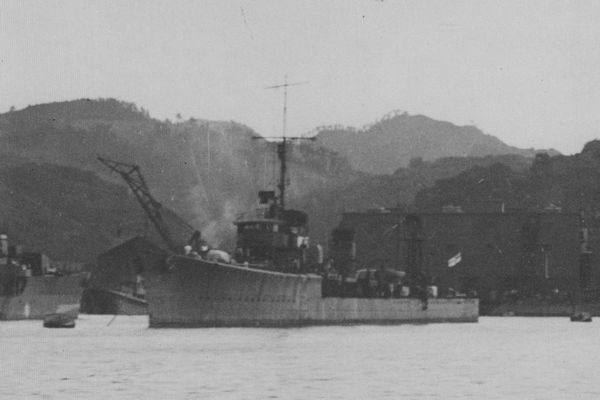
1945年10月在日本橫須賀被英軍尋獲的101號巡邏艦

1941年12月24日，日軍首次登上在銀洲擱淺的色雷斯人號，但因為在舂坎角及赤柱一帶有英軍防守，雙方仍在激烈交戰，日軍未能控制該艦，在25日甚至有被圍困於瑪利諾修道院的英軍米杜息士營D連士兵，使用舢板突圍時一度登上色雷斯人號，利用該艦作為中途站前往港島西南部加入英軍西旅繼續作戰。日軍要到12月26日佔領香港後，才可以將該艦拖到修船廠進行必要的維修。她於1942年10月被編入日本海軍成為101號巡邏艦，並且被調到日本本土的橫須賀鎮守府，除了用於近海巡邏，也作為練習艦使用，不過該艦的其中一個損毀的鍋爐未得到修復，所以最高航速降至25節。1943年12月至1944年1月，日軍為該艦進行改造工程，將魚雷發射管及水雷佈放設施拆除，用作新型武器及雷達的海上測試平台，因此艦上被加裝一台射控雷達，到同年3月又被裝上一座用於發射九三式魚雷的四聯裝魚雷發射管及一座九四式爆雷拋射器。1945年8月15日日本投降，英軍在9月抵達日本，參與佔領日本的行動。英軍在橫須賀發現色雷斯人號，因為該艦原屬英國資產，所以被歸還給英軍。然而，色雷斯人號於1941年12月在香港保衛戰中所受到的損傷，一直沒有得到妥善的修復，日軍從礁石拖走該艦進行維修後也只是勉強使用，故此該艦的狀態很差。色雷斯人號於同年12月由皇家海軍溫蒂妮號驅逐艦拖回香港，由於英軍在二戰結束後不缺軍艦，所以決定不修復該艦，她在1946年被當作廢鐵出售，隨後於香港拆解，而其艦鐘則被運回多塞特郡普爾擺放。

## 外部連接
维基共享资源上的相關多媒體資源：色雷斯人號驅逐艦